# 海墘里
海墘里，舊稱「海墘厝」，前身「海墘村」，位於臺灣臺中市大安區中段西部，為大安區發展最早的地區，北以第二大排與福住里相界，南以溫寮溪與龜殼里相鄰，東鄰西安里，西臨臺灣海峽。

## 歷史
海墘里里名是指濱海之地。
日治時期，1901年，海墘里屬大甲支廳大安區海墘厝庄。至1920年起，隸屬大安庄海墘厝大字。1945年，改名為「海墘村」。2010年12月25日配合臺中縣市合併，臺中縣大安鄉海墘村改制為臺中市大安區「海墘里」。

## 地理
海墘里位於大安區中西部濱海一帶，北以第二大排與福住里相界，南以溫寮溪與龜殼里相鄰，東鄰西安里，西臨臺灣海峽。境內地勢低平，由東向西緩降，沿海一帶地勢低窪，受到大安溪沖積扇的作用使其地質多為砂礫層，河口附近則有較多沙洲分布。
海墘里居民主要姓氏有吳姓、徐姓。

## 政治

### 歷任首長
海墘村村長（中華民國接管臺灣後初期）
| 任次 | 姓名   | 上任日期       | 卸任日期      | 備註 |
| ---- | ------ | -------------- | ------------- | ---- |
| 1    | 吳三天 | 1945年12月14日 | 1946年2月25日 |      |

海墘村村長（民選）
| 任次 | 姓名   | 黨籍       | 上任日期       | 卸任日期       | 備註                         |
| ---- | ------ | ---------- | -------------- | -------------- | ---------------------------- |
| 1    | 王麒麟 |            | 1946年2月26日  | 1947年8月21日  | 民選首任，當選鄉民代表，辭職 |
| 1    | 王騰煌 |            | 1947年8月22日  | 1948年3月25日  | 補選                         |
| 2    | 吳振成 |            | 1948年3月26日  | 1950年9月30日  |                              |
| 3    | 吳欽淵 |            | 1950年10月1日  | 1952年12月13日 |                              |
| 4    | 吳欽淵 |            | 1952年12月14日 | 1955年4月16日  |                              |
| 5    | 吳地城 |            | 1955年4月17日  | 1958年4月26日  |                              |
| 6    | 吳地城 |            | 1958年4月27日  | 1961年4月22日  |                              |
| 7    | 吳地城 |            | 1961年4月23日  | 1965年5月1日   |                              |
| 8    | 劉坤山 |            | 1965年5月2日   | 1969年5月31日  |                              |
| 9    | 陳錦村 |            | 1969年6月1日   | 1974年7月29日  |                              |
| 10   | 柯炳煌 |            | 1974年7月30日  | 1978年7月31日  |                              |
| 11   | 王勝宗 |            | 1978年8月1日   | 1982年7月31日  |                              |
| 12   | 張福   |            | 1982年8月1日   | 1986年7月31日  |                              |
| 13   | 張福   |            | 1986年8月1日   | 1990年7月31日  |                              |
| 14   | 張福   | 中國國民黨 | 1990年8月1日   | 1994年7月31日  |                              |
| 15   | 易忠義 | 無黨籍     | 1994年8月1日   | 1998年7月31日  |                              |
| 16   | 易忠義 | 中國國民黨 | 1998年8月1日   | 2002年7月31日  |                              |
| 17   | 蕭添泉 | 無黨籍     | 2002年8月1日   | 2006年7月31日  |                              |
| 18   | 蕭添泉 | 中國國民黨 | 2006年8月1日   | 2010年12月24日 |                              |

海墘里里長（民選）
| 任次 | 姓名   | 黨籍       | 上任日期       | 卸任日期       | 備註 |
| ---- | ------ | ---------- | -------------- | -------------- | ---- |
| 1    | 李坤源 | 無黨籍     | 2010年12月25日 | 2014年12月24日 |      |
| 2    | 王勝宗 | 中國國民黨 | 2014年12月25日 | 2018年12月24日 |      |
| 3    | 王勝宗 | 無黨籍     | 2018年12月25日 | 2022年12月24日 |      |
| 4    | 王勝宗 | 無黨籍     | 2022年12月25日 |                | 現任 |

## 經濟
海墘里的經濟產業主要為農業，農作物以水稻、越瓜、大蒜為大宗，畜產方面則主要有毛豬、白毛鴨，近海地區的居民則有從事水產養殖業。

## 文化
- 大安港舊址與防砂堤
- 大安港海關遺跡

- 和安宮
- 慶安宮
- 大眾爺廟
- 崇善祠

## 教育

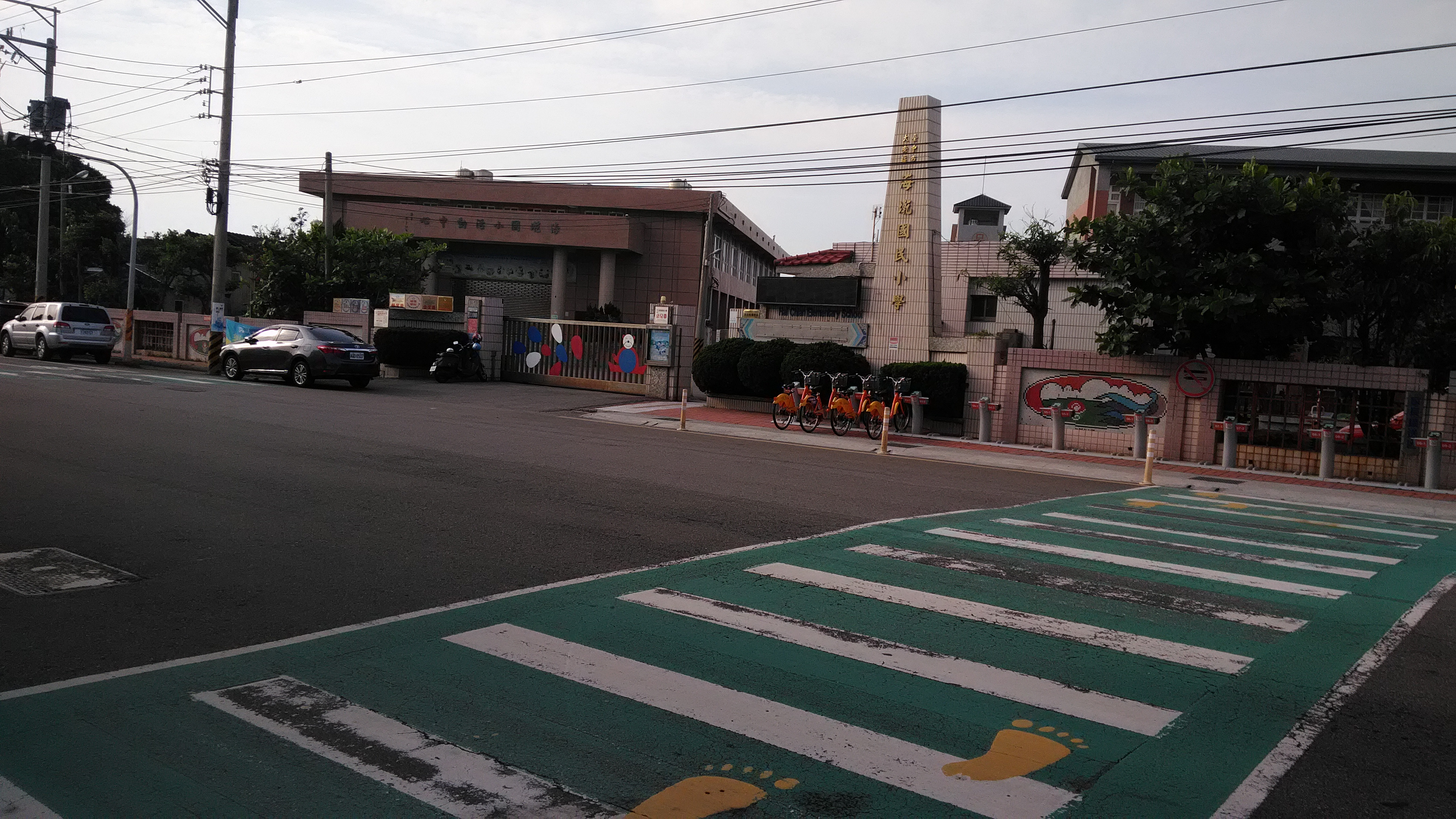
海墘國小

臺中市大安區海墘國民小學，簡稱「海墘國小」，是一所位於海墘里的國民小學，成立於1919年3月31日，名「大安港分校」。初期原屬大甲公學校（今大甲國小）的分校，1922年4月改屬中庄公學校（今大安國小）。1929年3月31日，獨立為「海墘公學校」。隨後歷經「公立海墘國民學校」、「臺中縣大安鄉海墘國民學校」等各階段改制變更。2010年12月25日，改名「臺中市大安區海墘國民小學」。
海墘里境內並無國民中學的設立。在學區劃分上，海墘里全境皆屬於大安國中、海墘國小的學區範圍。

## 交通

### 公車
臺中市市區公車行經海墘里的路線有92路（豐原至大安國中）、171路（大甲體育場至大安港）、172路（大甲至福住里）、658路（大安濱海樂園至惠文高中，包括行駛大安港路的副線）等4條公車路線，提供當地居民搭乘及轉乘之用，其中92路與658路分別可遠通豐原、臺中市區，為該里較為重要的兩條公車路線。

### 公路
- 台61線：139 大安一交流道[22]
- 市道132號：大安港路[23]
- 中7線：中山北路
- 中14線：東西九路

### 公共自行車
- 臺中市公共自行車租賃系統
  - 海墘國小
  - 大安港媽祖文化園區（停車場）

## 旅遊
- 紅樹林生態區